# Sprzedaż wiązana
Sprzedaż wiązana – sprzedaż kilku towarów razem tak, aby cena takiego pakietu była niższa od sumy cen poszczególnych produktów nabywanych osobno.

## Sprzedaż wiązana w PRL-u
Sprzedaż wiązana w czasach istnienia Polskiej Rzeczypospolitej Ludowej polegała na warunkowaniu możliwości zakupu jednego atrakcyjnego towaru koniecznością zakupu innego towaru (nieatrakcyjnego dla klienta) bez obniżania ceny pakietu towarów.

## Sprzedaż wiązana usług bankowych
W przypadku korzystania z usług bankowych lub finansowych (tak zwanych „produktów”), wiele banków lub instytucji finansowych obniża koszt jednej z tych usług przy nabyciu innych usług tego samego banku lub grupy banków. Pracownicy sprzedaży pracujący dla banku dążą do „uproduktowienia” swoich klientów i są za to wynagradzani (ang. cross-selling). Często zakup takich powiązanych produktów jest niekorzystny dla klientów, którym trudniej obliczyć efektywny zysk z całego pakietu.